# Nicolas Jules Davy
Pour les articles homonymes, voir Davy.
Nicolas Jules Davy est un homme politique français né le 24 février 1814 à Rouen (Seine-Inférieure) et décédé le 10 mars 1874 à Évreux (Eure).
Avoué à Évreux, il est un militant républicain. Commissaire général du gouvernement dans l'Eure en février 1848, il est député de l'Eure de 1848 à 1849, siégeant au centre gauche. Pendant le Second Empire, il est à plusieurs reprises candidat d'opposition, notamment lors des élections de 1857 contre Napoléon Suchet.
Sa sépulture se trouve au cimetière Saint-Louis d'Évreux.

## Sources
- « Nicolas Jules Davy », dans Adolphe Robert et Gaston Cougny, Dictionnaire des parlementaires français, Edgar Bourloton, 1889-1891 [détail de l’édition]